# Umweltpreis des Landes Brandenburg
Der Umweltpreis des Landes Brandenburg ist eine Auszeichnung, die seit 1991 für herausragendes Engagement im Bereich Umweltschutz durch das Agrar- und Umweltministerium des Landes Brandenburg verliehen wird. Der Preis ist mit einem Preisgeld von 4.000 Euro dotiert. Der Preis wird insbesondere für ehrenamtliche Tätigkeit von Bürgern verliehen, „die zu einer konkreten positiven Veränderung für Natur und Umwelt, zur Stärkung des Umweltbewusstseins und zur Zukunftsorientierung in den Regionen des Landes beigetragen haben“.